# Universidad de Alcalá
La Universidad de Alcalá (UAH) es una universidad pública ubicada en Alcalá de Henares (Comunidad de Madrid), España. Cuenta con campus en Alcalá de Henares, Guadalajara y Torrejón de Ardoz. Imparte 39 titulaciones oficiales de grado, además de titulaciones oficiales de postgrado (52 maestrías y 28 doctorados) y 711 estudios propios y cursos de formación continua. En 2017 se matricularon 28 128 alumnos y ejercieron 2119 profesores. Su estructura organizativa consta de 9 facultades y escuelas, 2 centros adscritos, 23 departamentos y 10 institutos de investigación. En sus aulas enseñaron y estudiaron grandes maestros, y hombres ilustres, como Antonio de Nebrija, Santo Tomás de Villanueva, Juan Ginés de Sepúlveda, Ignacio de Loyola, Domingo de Soto, Ambrosio de Morales, Benito Arias Montano, Francisco Suárez, Juan de Mariana, Francisco Vallés de Covarrubias, Antonio Pérez, San Juan de la Cruz, Mateo Alemán, Lope de Vega, Francisco de Quevedo y Villegas, Pedro Calderón de la Barca, Melchor Gaspar de Jovellanos, Andrés Manuel del Río, Fray Diego Morcillo, Blas Ortiz, etc.
La Universidad de Alcalá es especialmente reconocida en el mundo hispanohablante por la entrega anual del prestigioso Premio Cervantes. Uno de los campus de la universidad, ubicado en el centro de la ciudad, se encuentra en parte en edificios históricos que alguna vez fueron utilizados por la antigua Universidad Complutense, que acabó cerrando y trasladándose a Madrid en 1836. Está asociada al Real Colegio Complutense de la Universidad de Harvard.

## Símbolos

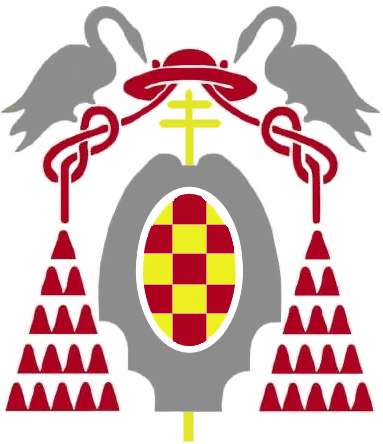
Escudo de la Universidad de Alcalá

El escudo de la Universidad de Alcalá responde a la siguiente descripción:
- Timbre heráldico de dignidad cardenalicia (capelo rojo con quince borlas del mismo color, pendientes en cinco series a cada lado).
- Campo: ajedrezado o de jaqueles.
- Esmaltes: oro (punteado) y gules (rayado vertical). Dispuestos así: Gules en el «Jefe» y «Punta» y «Flancos» diestro y siniestro; oro en «Cantones» diestro y siniestro del Jefe, en el «Abismo» y ambos cantones de «Punta».
- Cruz patriarcal flanqueada con dos cisnes blancos afrontados y debajo del timbre.
- Divisa: sobre el timbre «Compluti Urbis Universitas» en la parte de arriba y «Universidad de Alcalá» en la de abajo.

La bandera es gris perla, con el escudo en el centro.

## Historia

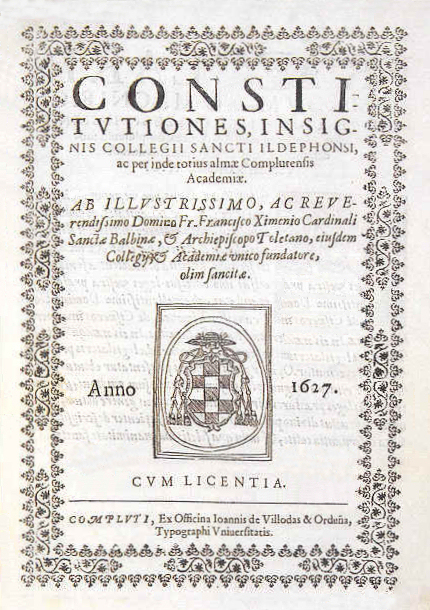
Constituciones del Colegio Mayor San Ildefonso (1627).

### Fundación
En 1499, el cardenal Cisneros fundó una universidad en Alcalá de Henares. Esta universidad se conoce en la historiografía de diversas formas: Universidad Complutense, Universidad Cisneriana, Universidad de Alcalá... y alcanzó, junto con la Universidad de Salamanca, un lugar preeminente entre las universidades castellanas durante el Siglo de Oro. Sin embargo, entró posteriormente en un periodo de decadencia hasta que en 1836 el gobierno decretó su traslado a Madrid, pasando a denominarse Universidad Central de Madrid. Esta, en 1970, adoptó el nombre de Universidad Complutense de Madrid. La Universidad Complutense de Madrid, de acuerdo con tal trayectoria histórica, ostenta la continuidad con la universidad fundada por Cisneros en 1499.

### Reapertura

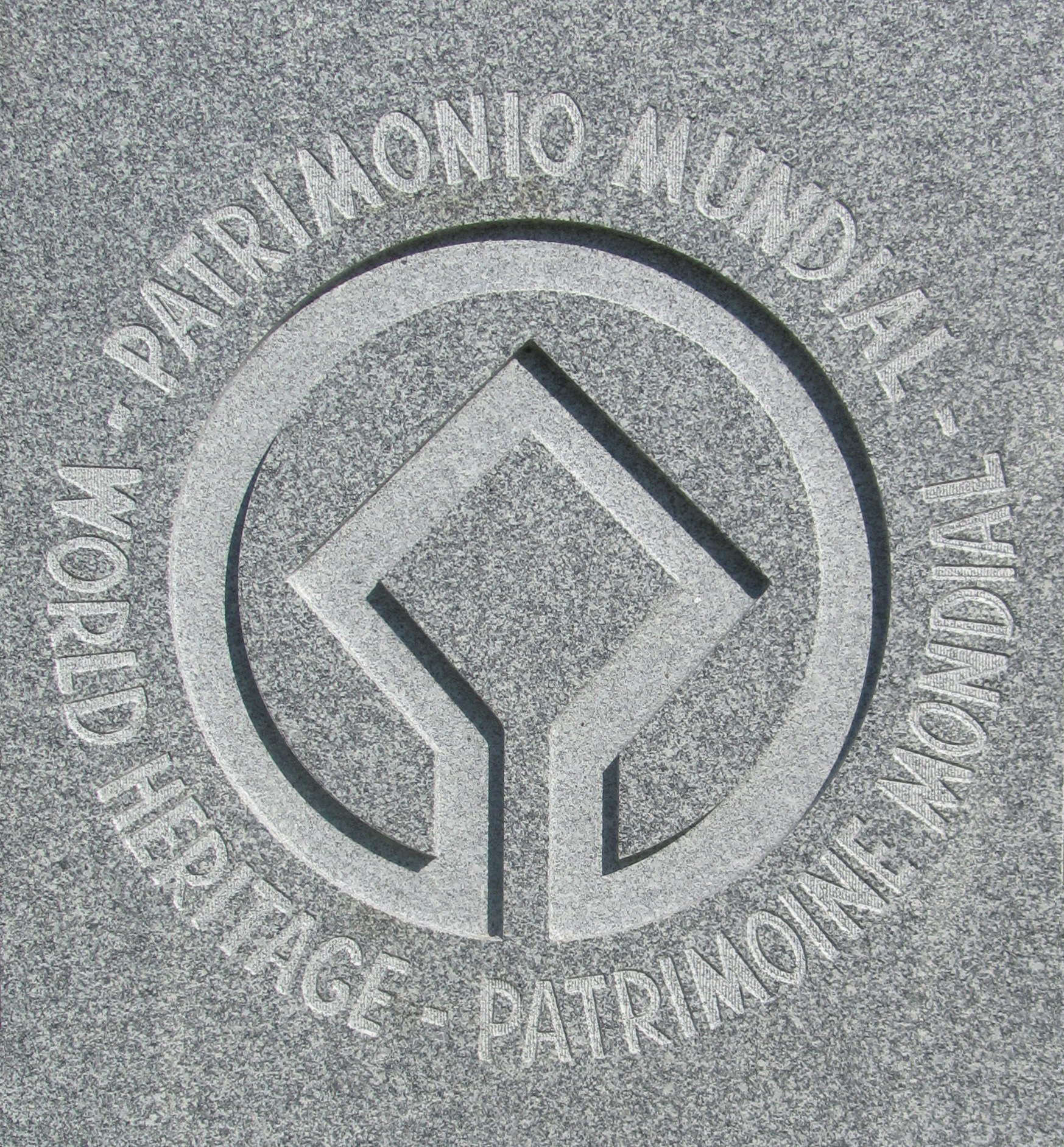
Logotipo del Patrimonio Mundial.

Durante el año 1975 se establecieron en Alcalá facultades dependientes de la Universidad Complutense de Madrid, a fin de descongestionarla. En 1977, se fundó, a partir de dichos centros, la «nueva Universidad de Madrid con sede en Alcalá de Henares». Desde entonces, adquirió o recibió la donación de las instalaciones históricas de la universidad cisneriana, que había mantenido la Sociedad de Condueños. La Universidad de Alcalá afirma que en 1977 lo que se produjo fue que la Universidad de Alcalá «volvió a abrir sus puertas», o que se trató de una «refundación» o «recuperación».
En 1981, con motivo de la sanción legal del escudo y del lema, se reconoció legalmente la denominación Universidad de Alcalá de Henares. El 5 de noviembre de 1996 recuperó su denominación original como Universidad de Alcalá (aunque mantiene el acrónimo UAH, para evitar confusiones con el de la Universidad de Alicante).
El Ayuntamiento de Alcalá de Henares, el 20 de mayo de 1993, le concedió el título de "Hija Predilecta de la Ciudad" por unanimidad de los concejales de la corporación local.
La UNESCO, el 2 de diciembre de 1998, declaró Patrimonio de la Humanidad a la universidad y al recinto histórico de la ciudad de Alcalá de Henares.

## Información académica

### Organización
La Universidad de Alcalá se articula en cuatro campus universitarios, dos en Alcalá de Henares (uno en el casco urbano de la ciudad y otro, externo, denominado "Campus Científico-Tecnológico"), uno en Guadalajara y, desde 2025, un cuarto en Torrejón de Ardoz. La nueva organización de centros de la Universidad de Alcalá, aprobada en Consejo de Gobierno el 2 de octubre de 2012 y autorizada por la Comunidad de Madrid el 29 de octubre del 2012, dispone de 9 escuelas y facultades, 2 centros adscritos, 23 departamentos y 10 institutos de investigación, estructurados de la siguiente manera:

#### Área de Artes y Humanidades
- Facultad de Filosofía y Letras:

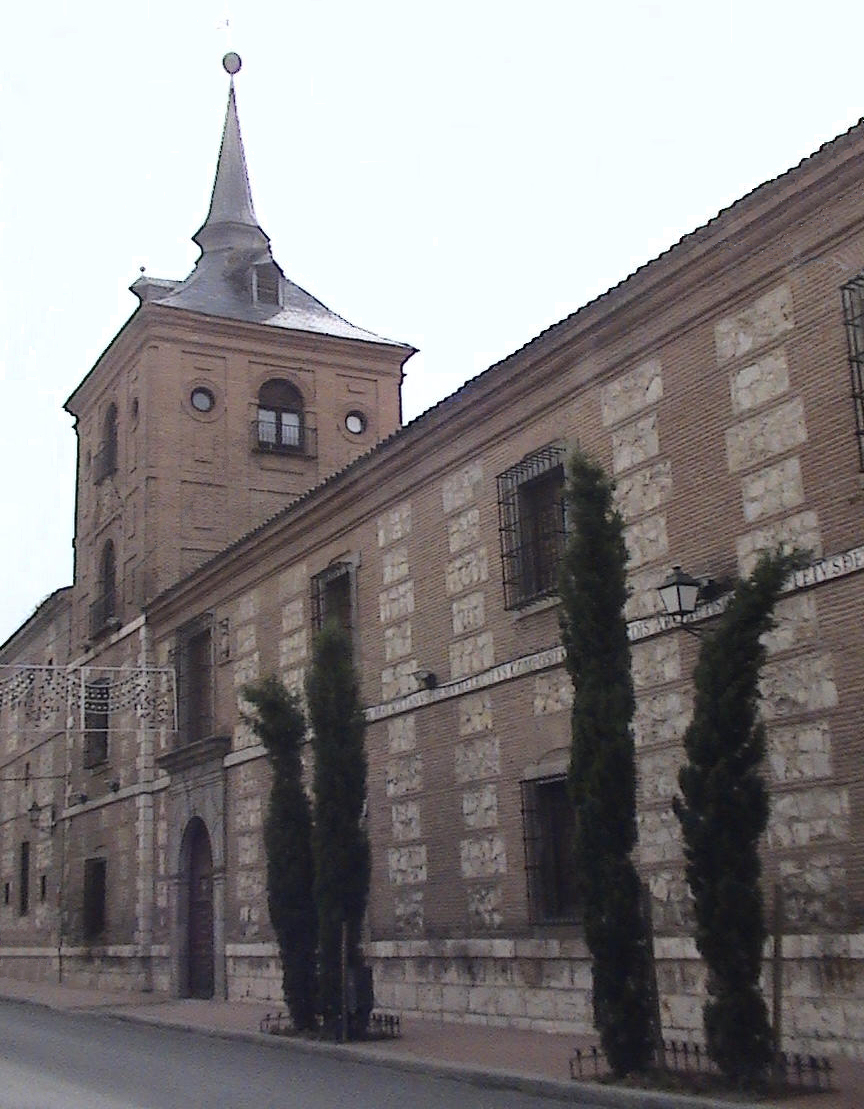
Facultad de Filosofía y Letras de Alcalá.

Estudios de Filosofía y Letras que se imparten en pleno centro de Alcalá de Henares (Madrid) en edificios históricos muy próximos a la plaza de Cervantes, en el antiguo Colegio Menor de San Ciriaco y Santa Paula o Colegio de Málaga, calle Colegios n.º 2, además de repartirse en el Colegio de San José de Caracciolos, calle Trinidad n.º 3, y de Trinitarios, en la calle Trinidad n.º 1. Se imparten, entre otros estudios, los Grados en Estudios Hispánicos, Estudios Ingleses, Historia, Humanidades y Lenguas Modernas y Traducción, esta última ofertada en Guadalajara y en Alcalá de Henares (Madrid).

#### Área de Ciencias

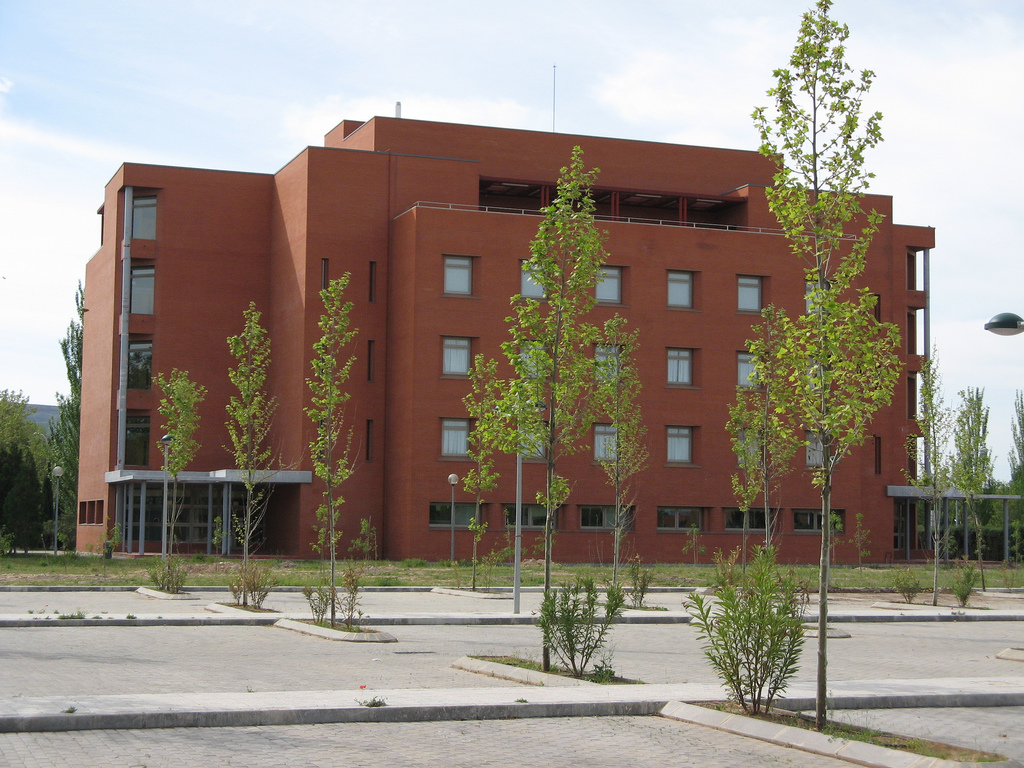
Edificio de Ciencias Ambientales de la Universidad de Alcalá.

- Facultad de Biología, Ciencias Ambientales y Química: situada en el Campus Científico Tecnológico, también llamado Campus Externo, al noreste de Alcalá de Henares (Madrid), cuenta con varios edificios: Edificio de Ciencias, destinado fundamentalmente a servicios comunes y de uso administrativo; el Aulario de Ciencias, un pabellón independiente en el que se sitúan las aulas de mayor capacidad; Edificio de Biología Celular y Genética, que alberga el departamento del mismo nombre; y el CAI de la Unidad de Biología Molecular; en estos edificios se cursan los estudios de Grado en Biología y en Biología Sanitaria. Por otro lado, en el Edificio de Ciencias se imparten los estudios de Grado en Ciencias Ambientales y en Criminalística: Ciencias y Tecnologías Forenses. El Edificio Polivalente, que dispone de aulas y laboratorios, acoge los estudios del Grado en Química.

Área de Ciencias de la Salud

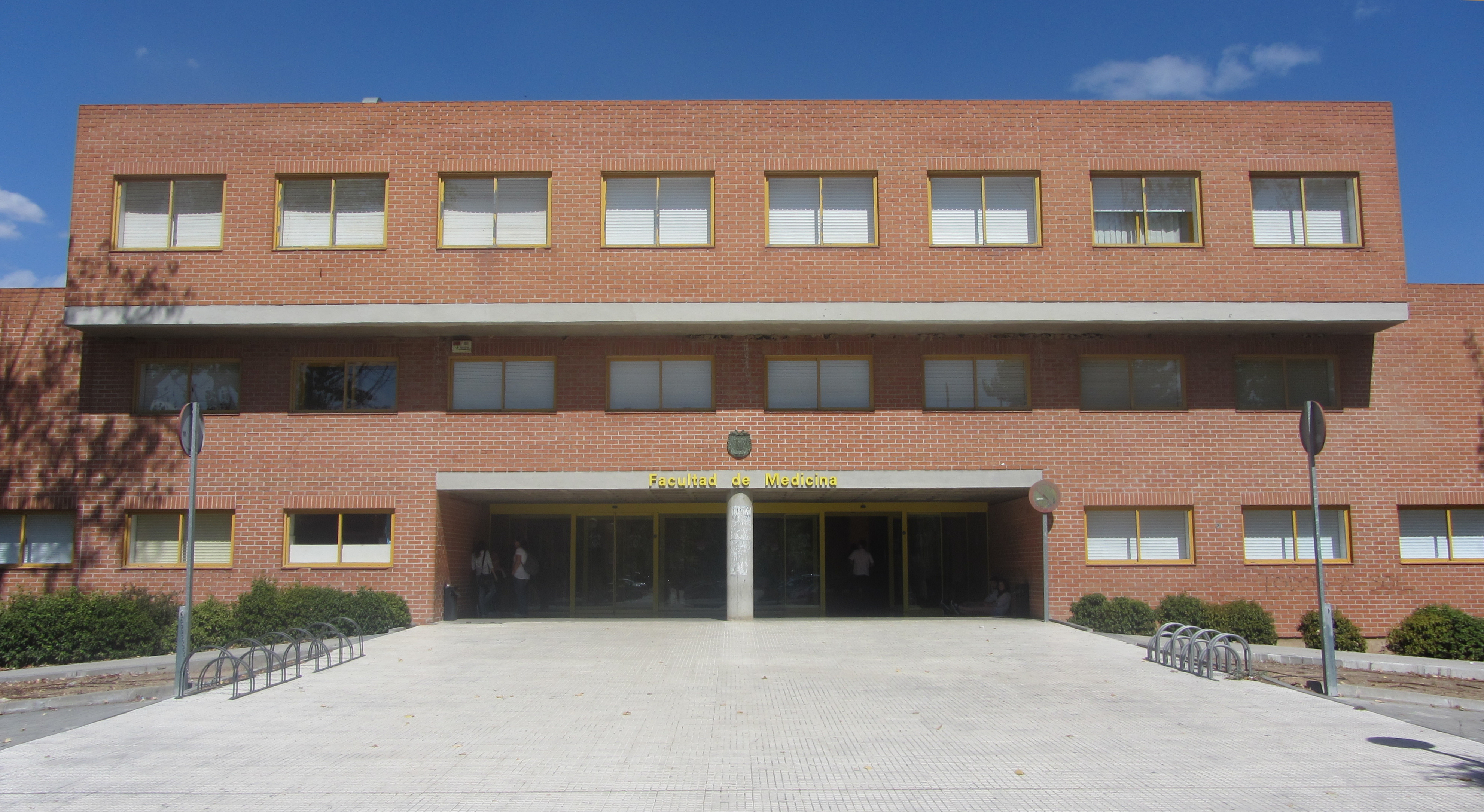
Facultad de Medicina de Alcalá.

- Facultad de Farmacia: acoge los estudios de Grado en Farmacia. Se encuentra situada en el Campus Científico Tecnológico o Externo, próximo a la carretera Madrid-Barcelona en el km. 33,6 a su paso por la ciudad de Alcalá de Henares (Madrid) ya en su salida hacia Guadalajara. El edificio que alberga sus instalaciones se levantó entre los años 1983 y 1987, siendo su arquitecto Víctor López Cotelo.
- Facultad de Medicina y Ciencias de la Salud: situada en el Campus Científico y Tecnológico, se imparten los estudios de Medicina, Ciencias de la Actividad Física y del Deporte, Fisioterapia y Enfermería. Frente al edificio que alberga los estudios de Medicina y Ciencias de la Actividad Física y del Deporte se alza el Hospital Universitario Príncipe de Asturias, obra de los arquitectos Cabello de Castro, Toledo y Vaamonde, que asiste a toda la zona del Corredor del Henares. Al ser un Hospital Universitario, está dotado de aulas, laboratorios y otras instalaciones útiles para la docencia. Los estudios de grado en Fisioterapia y Enfermería comparten edificio propio en este campus, donde se imparte docencia teórica y práctica, no clínica de las dos titulaciones. Además puede cursarse también estudios de grado en Enfermería en el Campus de Guadalajara, ubicados en el edificio Multidepartamental y, desde 2025, estudios de grado en Enfermería y en Fisioterapia en el Campus de Torrejón de Ardoz. También son hospitales universitarios adscritos a la Universidad de Alcalá, el Hospital Universitario de Guadalajara, y en Madrid, el Hospital Universitario Ramón y Cajal y el Hospital Central de la Defensa Gómez Ulla.

Área de Ciencias Sociales y Jurídicas
- Facultad de Ciencias Económicas, Empresariales y Turismo: organizada en dos secciones, los estudios de Económicas y Dirección y Administración de Empresas se llevan a cabo en el Campus Histórico de la Universidad, en el antiguo Colegio de Mínimos, edificio del siglo XVI, situado en la Plaza de la Victoria. También puede cursarse estudios en Dirección y Administración de Empresas en el Campus de Guadalajara al igual que los estudios de grado en Turismo, ambos impartidos en el edificio Multidepartamental, situado en la calle Cifuentes de esta ciudad.

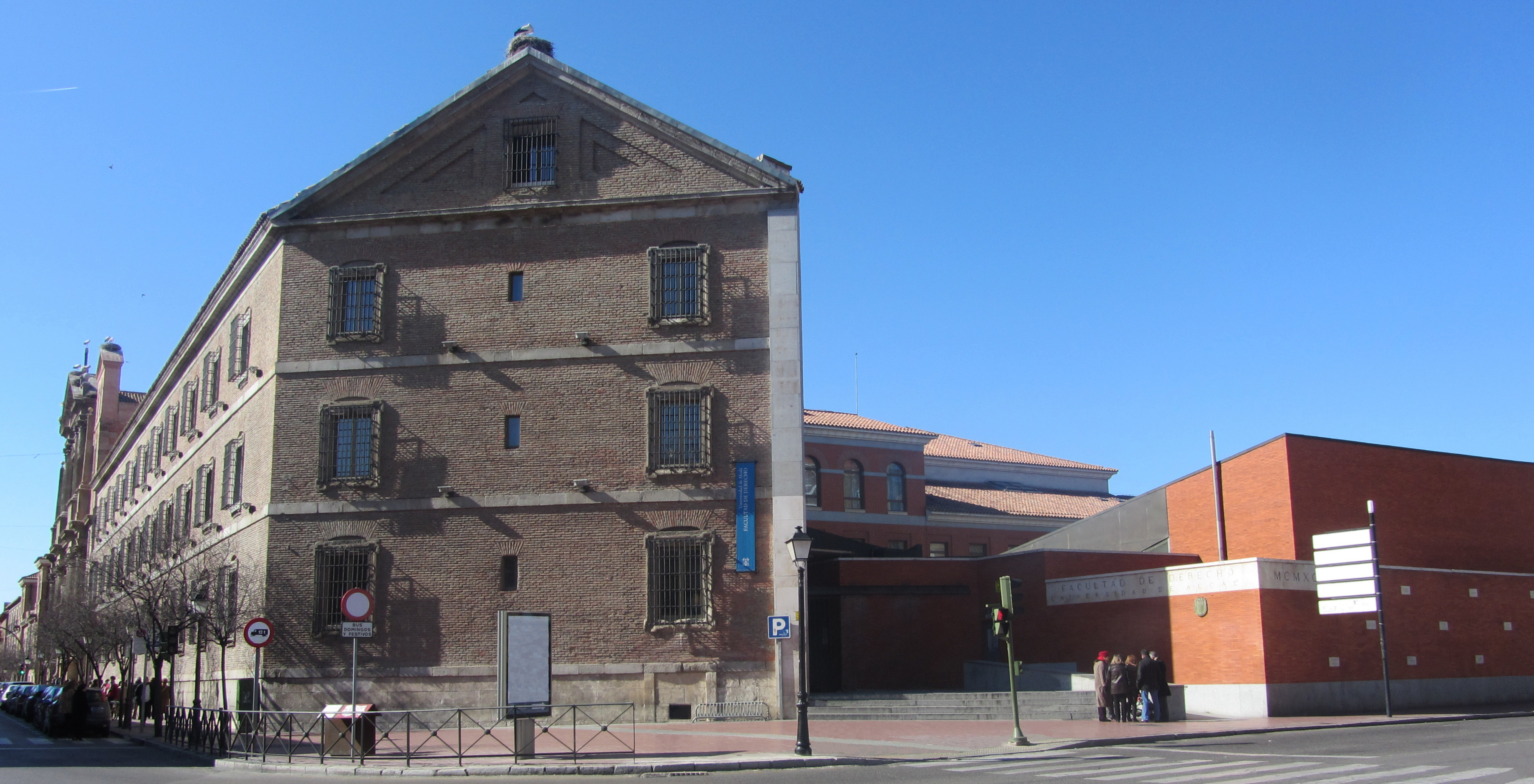
Edificio de la Facultad de Derecho de Alcalá.

- Facultad de Derecho: se cursan los estudios de Derecho (grados y postgrados) y el Doble Grado en Derecho - Administración y Dirección de Empresas. El edificio forma parte del Campus Histórico de la Universidad, ubicado en el centro urbano de la ciudad de Alcalá de Henares (Madrid). El edificio que alberga la facultad es el antiguo Colegio Máximo de Jesuitas, situado en la calle Libreros. En él se encuentra ubicado el Instituto Universitario de Investigación en Ciencias Policiales.
- Facultad de Educación: acoge los estudios de Grado en Magisterio de Educación Infantil, Grado en Magisterio de Educación Primaria, Grado en Educación Primaria Bilingüe y el doble grado en Educación Infantil y Primaria, impartidos en la Facultad de Educación, ubicada en el Campus de Guadalajara, además del doble grado en Humanidades y Educación Primaria, que se imparte en el campus Histórico de Alcalá de Henares (Madrid). También pueden cursarse estudios de grado en Educación Infantil, grado en Educación Infantil Bilingüe, grado en Educación Primaria, grado en Educación Primaria Bilingüe, grado Educación Social y doble grado en Educación Primaria e Infantil, en el Centro Universitario Cardenal Cisneros, centro adscrito a la Universidad de Alcalá, ubicado en Alcalá de Henares (Madrid).
- Grado de Comunicación Audiovisual: Los estudios de Comunicación Audiovisual se cursan en la Facultad de Educación situada en el Campus de Guadalajara.[32]

Área de Ingeniería y Arquitectura

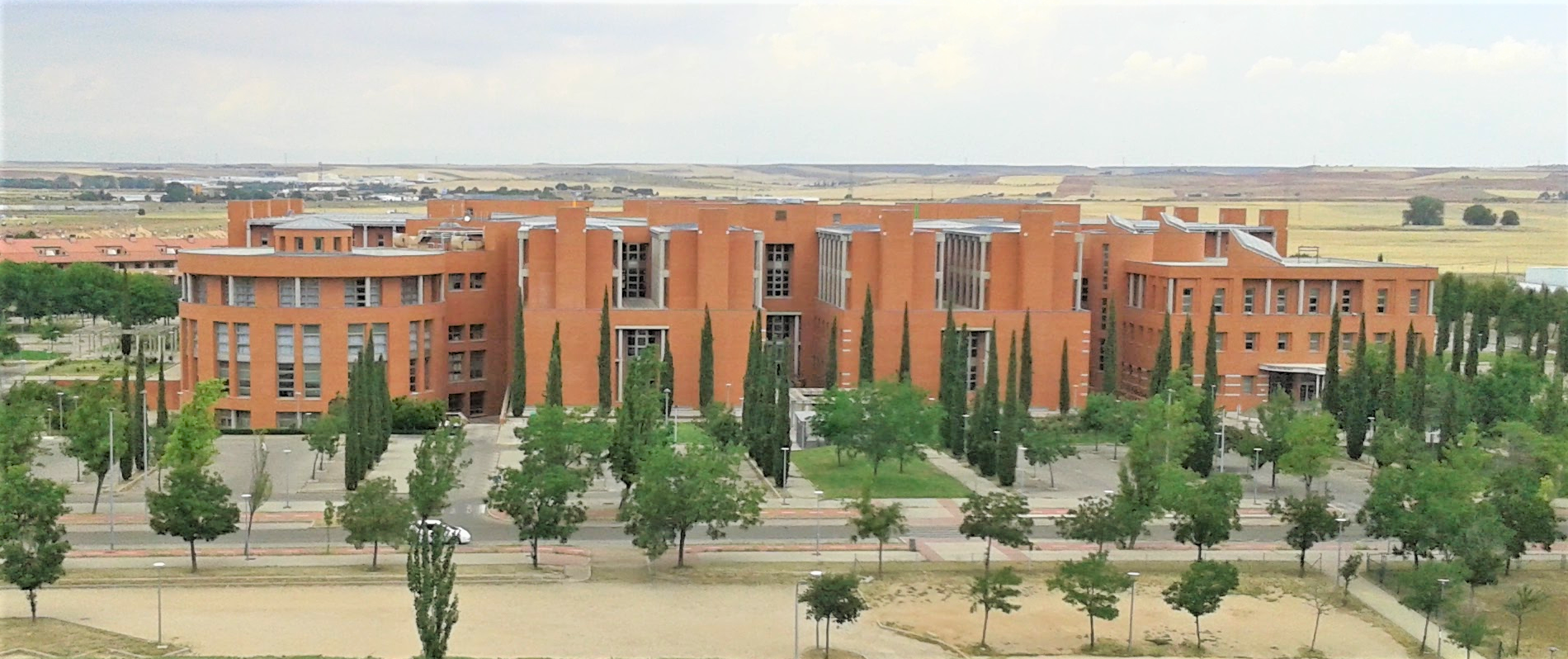
Edificio de la Escuela Politécnica Superior (ingeniería de telecomunicaciones e industrial) e ingeniería informática (Ingeniería informática).

- Escuela Politécnica Superior que engloba dos secciones Estudios de Informática y Estudios de Telecomunicación e Industriales. Ubicada en el Campus Científico Tecnológico, en un moderno edificio, diseñado por el arquitecto Antonio Fernández Alba.

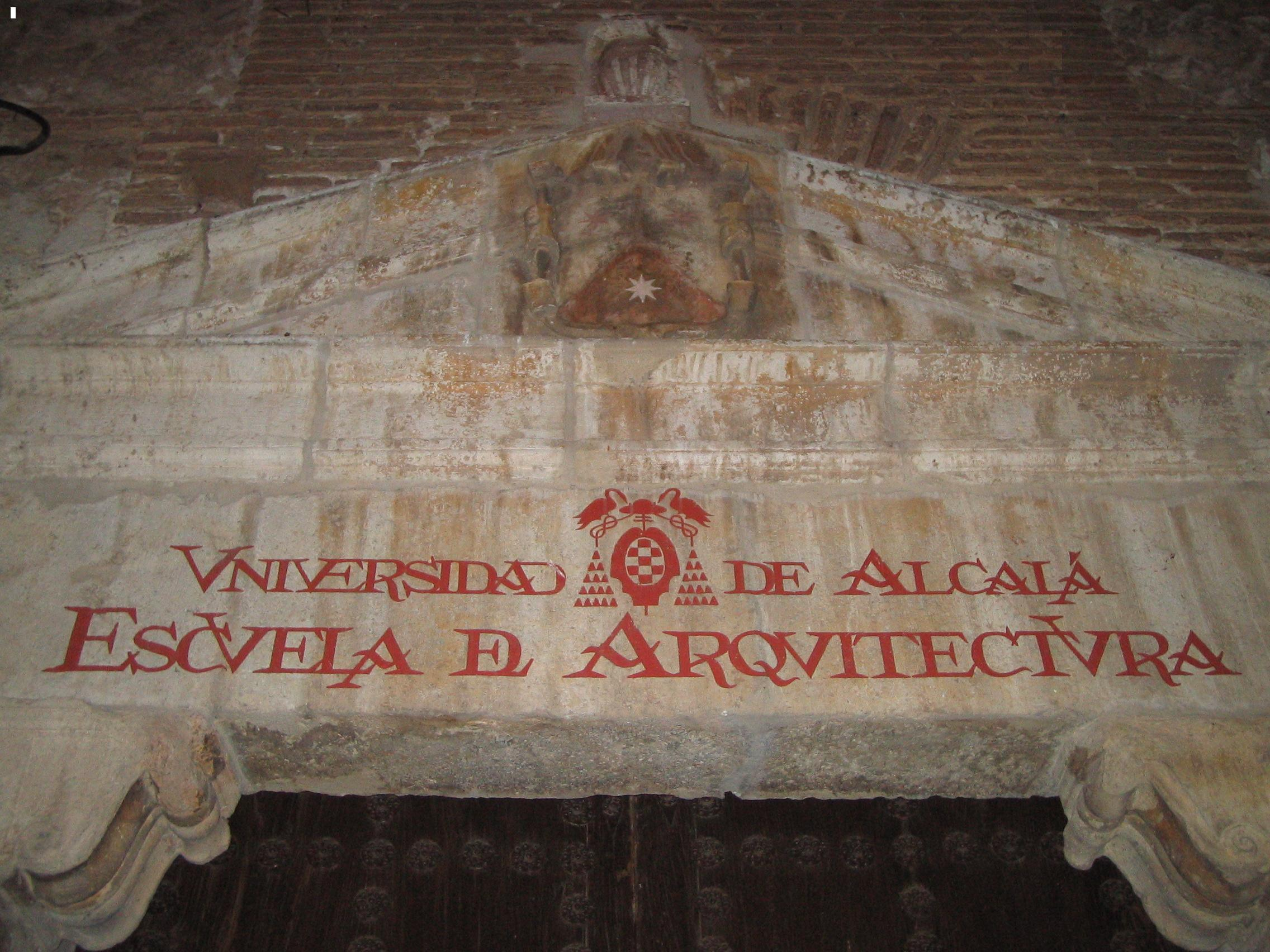
Escuela de Arquitectura.

- Escuela de Arquitectura: en sus dos secciones docentes situadas una en el Campus Histórico de Alcalá de Henares, un antiguo convento del siglo XVII rehabilitado, situado en la Calle Santa Úrsula, 8, que acoge los estudios de Arquitectura (grado en Fundamentos de Arquitectura y Urbanismo). Otra sección situada en el Campus de Guadalajara, en el edificio Multidepartamental, que acoge los estudios del grado en Arquitectura Técnica y Edificación.

Otros centros
En Alcalá de Henares:

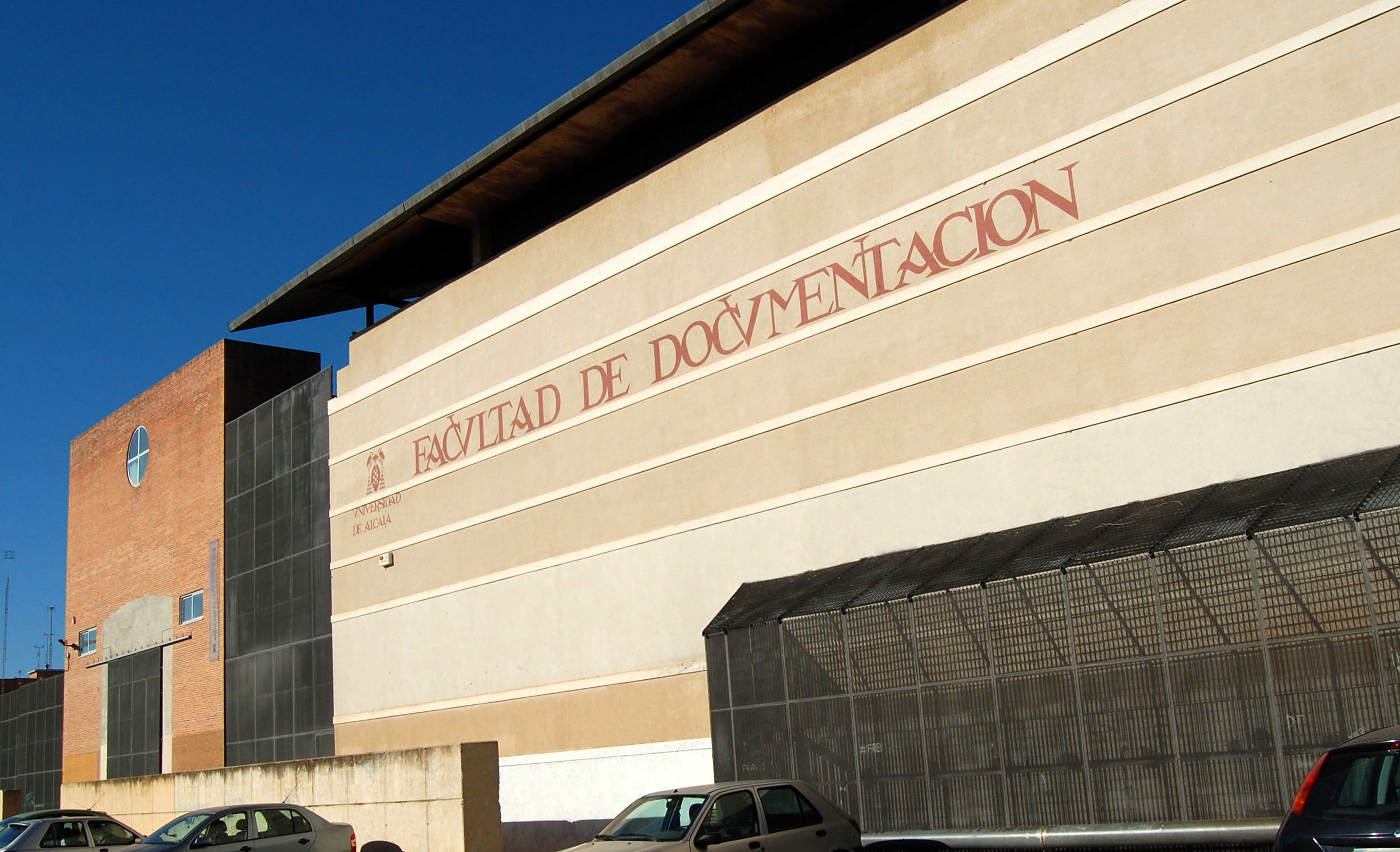
Archivo de la Universidad de Alcalá

- Archivo de la Universidad de Alcalá
- Centro Universitario Alcalingua
- Centro Universitario Cardenal Cisneros[33]
- Fundación General de la Universidad de Alcalá[34]
- Hospital Universitario Príncipe de Asturias
- Real Jardín Botánico Juan Carlos I

En Guadalajara:
- Hospital Universitario de Guadalajara (segundo ciclo de Medicina)

En Madrid:
- Hospital Universitario Ramón y Cajal
- Hospital Central de la Defensa Gómez Ulla

En Torrejón de Ardoz:
- Hospital de Torrejón

### Programa de pregrado
Imparte estudios universitarios de grado (antiguas licenciaturas, arquitecturas e ingenierías, diplomaturas y magisterios).

### Programa de posgrado
Imparte estudios de posgrado: másteres universitarios Archivado el 2 de febrero de 2017 en Wayback Machine., doctorados, estudios propios Archivado el 1 de febrero de 2017 en Wayback Machine., y cursos de formación continua Archivado el 1 de febrero de 2017 en Wayback Machine..

### Otras enseñanzas
También oferta títulos propios y de formación permanente. Además de cursos de español para extranjeros, de estudios de la Universidad de Mayores, y otras actividades formativas (cursos cero, cursos de refuerzo, de verano, de idiomas, pruebas de acceso para mayores de 25 años, programa ADA).
La Universidad para los Mayores, creada en 1998, es un programa integrado en la estructura universitaria, destinado a personas mayores de 50 años, que ofrece un plan formativo dedicado a las humanidades y a las ciencias naturales.

### Investigación

Tecnoalcalá (Párque Científico-Tecnológico de la UAH).

La Universidad de Alcalá desarrolla programas de investigación en las distintas facultades y escuelas que la forman. Esta investigación viene patrocinada tanto desde el sector público (Unión Europea y administraciones estatal, autonómica y municipales) como desde el privado. El personal está formado por unos 2162 investigadores y 435 becarios. La universidad posee un Parque Científico-Tecnológico y diversos Institutos Universitarios de Investigación que centran su producción científica en diferentes áreas:
- Instituto de Dirección y Organización de Empresas (IDOE)[39]
- Instituto Universitario de Investigación de Análisis Económico y Social (IAES)
- Instituto Universitario de Investigación en Ciencias Policiales (IUICP)
- Instituto Universitario de Investigación en Estudios Latinoamericanos (IELAT)
- Instituto Universitario de Investigación en Estudios Medievales y del Siglo de Oro “Miguel de Cervantes" (IEMSO).[40]
- Instituto Universitario de Investigación en Estudios Norteamericanos «Benjamin Franklin» (IF)
- Instituto Universitario Mixto de Investigación en Educación y Desarrollo Daisaku IKEDA (IDDEAI).
- Instituto para el Estudio y Desarrollo de las Artes y las Ciencias Audiovisuales (CIMUART)[41]

### Clasificaciones universitarias
El QS World University Ranking le da el puesto número 12 en la clasificación nacional. La clasificación nacional elaborada anualmente por el diario El Mundo la sitúa en el puesto 15 y 4International Colleges & Universities en el 31. El Ranking mundial de universidades en la web del CSIC otorga a la Universidad el puesto número 29 de la clasificación española y el puesto 752 en la clasificación mundial. El Ranking 2012 de investigación de las universidades públicas españolas la sitúa en la posición 22 por producción científica. El Scimago Institutions Ranking la sitúa en la posición 27 por producción científica en la clasificación nacional y en el puesto 549 en la clasificación a nivel mundial. El Ranking Greenmetric de 2017 la sitúa en la primera posición nacional, y la decimosexta del mundo en sostenibilidad medioambiental.

## Instalaciones

### Bibliotecas
La Biblioteca de la Universidad de Alcalá dispone de 9 espacios repartidos entre sus tres campus.  Cuenta, además, con un Centro de Recursos para el Aprendizaje y la Investigación (CRAI), ubicado en el Campus Histórico de Alcalá de Henares, un espacio de más de 9.000 metros cuadrados, con 1200 puestos, sala de estudio 24 horas, 20 salas de trabajo en grupo, 5 salas multimedia y adaptado a las necesidades de personas con discapacidad, entre otras características. En 2017 logró el European Seal of Excellence (European Foundation for Quality Management), sello de Excelencia Europeo 500+ por la gestión de los servicios de la Biblioteca Universitaria, que ha renovado sucesivamente hasta la actualidad .

### Culturales
Además de los salones de actos de las diferentes facultades de la universidad y del Paraninfo del Colegio de Menor de San Jerónimo o Trilingüe, hay numerosos espacios culturales específicos en varios edificios:
- En el Colegio de los Basilios:

- Auditorio
- Aula de música
- Aula de música coral
- Aula de danza "Estrella Casero" 
- Aula de Bellas Artes
- Espacio fotográfico Basilios
- En el Colegio Mayor de San Ildefonso (Rectorado):

- Museo Luis González Robles
- Editorial Universidad de Alcalá.
- En el Edificio Cisneros:

- Museo de Arte Iberoamericano de la Universidad de Alcalá
- En la Facultad de Derecho

- Museo de las Artes Gráficas Ángel Gallego Esteban – Universidad de Alcalá
- En el Colegio de Málaga:

- Aula de flamencología “Miguel Garrido” 
- En el Colegio de Trinitarios:

- Escuela de Escritura
- En el Colegio de Caracciolos:

- Aula de teatro
- Sala de exposiciones San José de Caracciolos
- En el Colegio de Carmelitas Descalzos:

- Teatro La Galera
- En el Instituto Quevedo de las Artes del Humor:

- Sala de exposiciones "La Fábrica del Humor" (C/ Nueva, 4).
- En Guadalajara:

- Museo de Educación "Antonio Molero" (en la antigua Iglesia de los Remedios).

### Deportivas

Entrada al Pabellón Rector Gala.

Las instalaciones deportivas de la Universidad de Alcalá son:
- Aula de hípica
- Campo de vóley / fútbol / balonmano playa
- Campos de fútbol 7 y fútbol 11, de hierba artificial
- Pabellón polideportivo para: tenis de mesa, fútbol sala, baloncesto, bádminton, vóley y sala multiusos
- Pabellón "Rector Gala" (con 5 salas multifuncionales)
- Pista de atletismo
- 2 pistas polideportivas exteriores
- 5 pistas de tenis (3 de hierba artificial)
- 14 pistas de pádel de hierba artificial
- Rocódromo
- Sauna

### Residencias universitarias

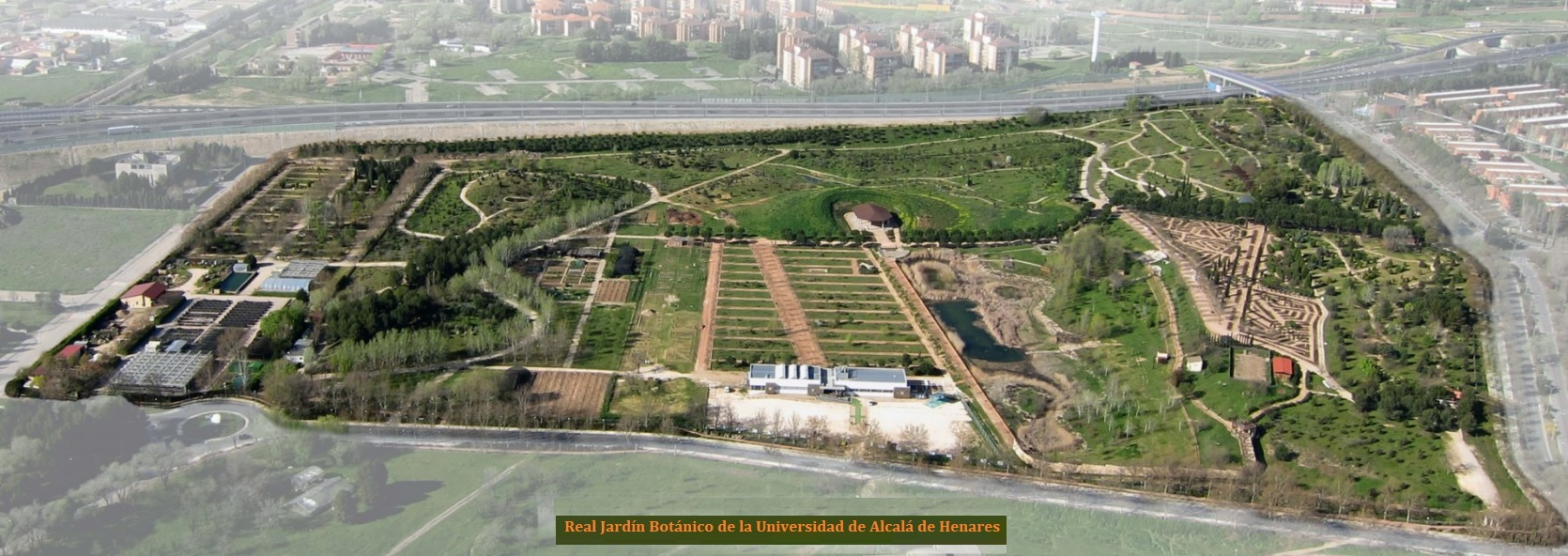
Real Jardín Botánico de la UAH.

Por la escasez de alojamientos en el casco urbano de Alcalá de Henares fue necesario construir un complejo de residencias y edificios en el Campus Exterior (Campus Científico-Tecnológico), próximo al Jardín Botánico de la UAH. Así se articula la ciudad histórica de Alcalá de Henares con las nuevas facultades del campus creado. Un proyecto realizado por los arquitectos Maryan Álvarez-Buylla Gómez, Joaquín Ibáñez Montoya y Luis Miquel Suárez-Inclán. El proyecto integró la urbanización del Campus, el jardín botánico y los nuevos equipamientos de servicios y deportivos.
Actualmente la UAH dispone de ocho residencias universitarias:
- Residencia San Ildefonso (en el “Patio de Filósofos” del antiguo Colegio Mayor de San Ildefonso, en el casco histórico de Alcalá de Henares).
- Residencia Lope de Vega (calle Colegios de Alcalá de Henares).
- Residencia Universitaria Cardenal Cisneros (en el campus del Centro Universitario Cardenal Cisneros de Alcalá de Henares).
- Ciudad Residencial Universitaria o Campus Village (en el campus Científico-Tecnológico de la Universidad de Alcalá).
- Residencia Giner de los Ríos (también situada en el campus Científico-Tecnológico, en Alcalá de Henares).
- Residencia Príncipe Felipe (en el Campus de Guadalajara, cercano al Edificio Multidepartamental).
- Residencia Universitaria "Los Guzmán" (también en el campus de Guadalajara, dentro del antiguo palacio perteneciente a los Guzmán).
- Hospedería Porta Coeli (en Sigüenza, anejo se localiza la "Casa del Doncel" destinada a actividades docentes, conferencias, coloquios, etc).

### Transportes
- Campus Histórico de Alcalá

- En ferrocarril dispone de la estación de Alcalá de Henares y la estación de Alcalá de Henares Universidad de Adif: línea C-2 (Cercanías Madrid), línea C-7 (Cercanías Madrid) y línea C-8 (Cercanías Madrid).
- En autobús se comunica con Madrid (intercambiador de Avenida de América) por las líneas 223, 227, 229 y N202 y con el Aeropuerto de Madrid-Barajas por la línea 824; con Guadalajara, línea VAC-243; y con los pueblos de la comarca, las líneas 231, 232, 250, 251, 252, 254, 255, 260, 271, 272, 275 y 320.
- En vehículo particular por las carreteras:  km 30; y  Autopista Radial 2 de peaje, salida n.º 24.

Plano del Campus Científico-Tecnológico (o externo) en Alcalá de Henares.

- Campus Científico-Tecnológico (o externo)

- En ferrocarril dispone de la apeadero de Alcalá de Henares Universidad de RENFE: línea C-2 (Cercanías Madrid).
- En autobús comunica con Madrid (intercambiador de Avenida de América) línea 227 y con el Aeropuerto de Madrid-Barajas con la línea 824; con Guadalajara, línea VAC-243; y con Alcalá de Henares, líneas urbanas 1A, 1B, 2 y 3.
- En vehículo particular por las carreteras:  km 33; y  Autopista Radial 2 de peaje, salida n.º 33.
- Campus de Guadalajara

- En ferrocarril dispone de la estación de Guadalajara de RENFE: línea C-2 (Cercanías Madrid).
- En autobús comunica con Madrid (intercambiador de Avenida de América) y Alcalá de Henares, línea VAC-243.
- En vehículo particular por las carreteras:  km 55; y  Autopista Radial 2 de peaje, salida n.º 54.

## Tradiciones y cultura

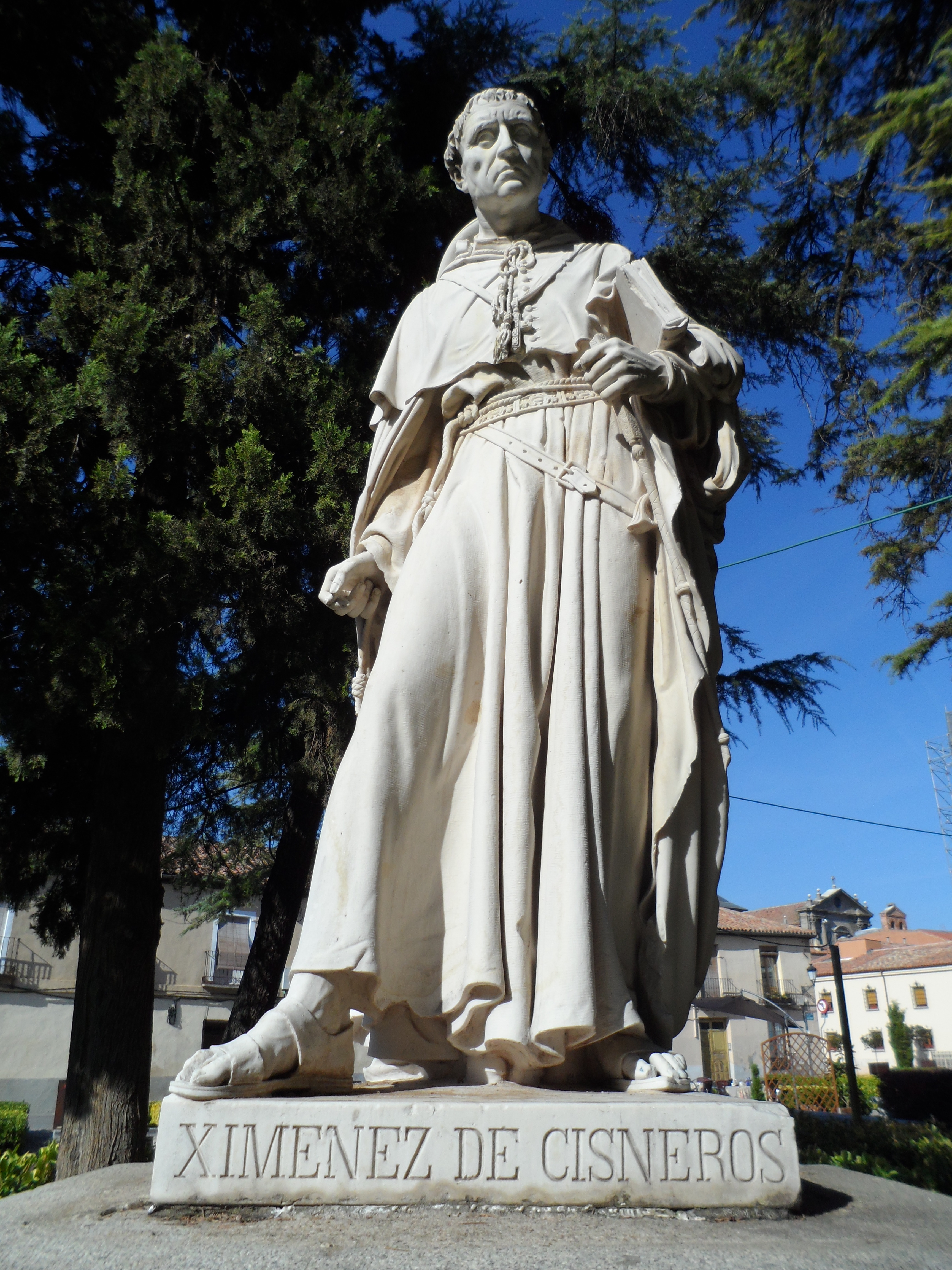
Escultura del Cardenal Cisneros situada delante del Colegio Mayor de San Ildefonso de Alcalá de Henares.

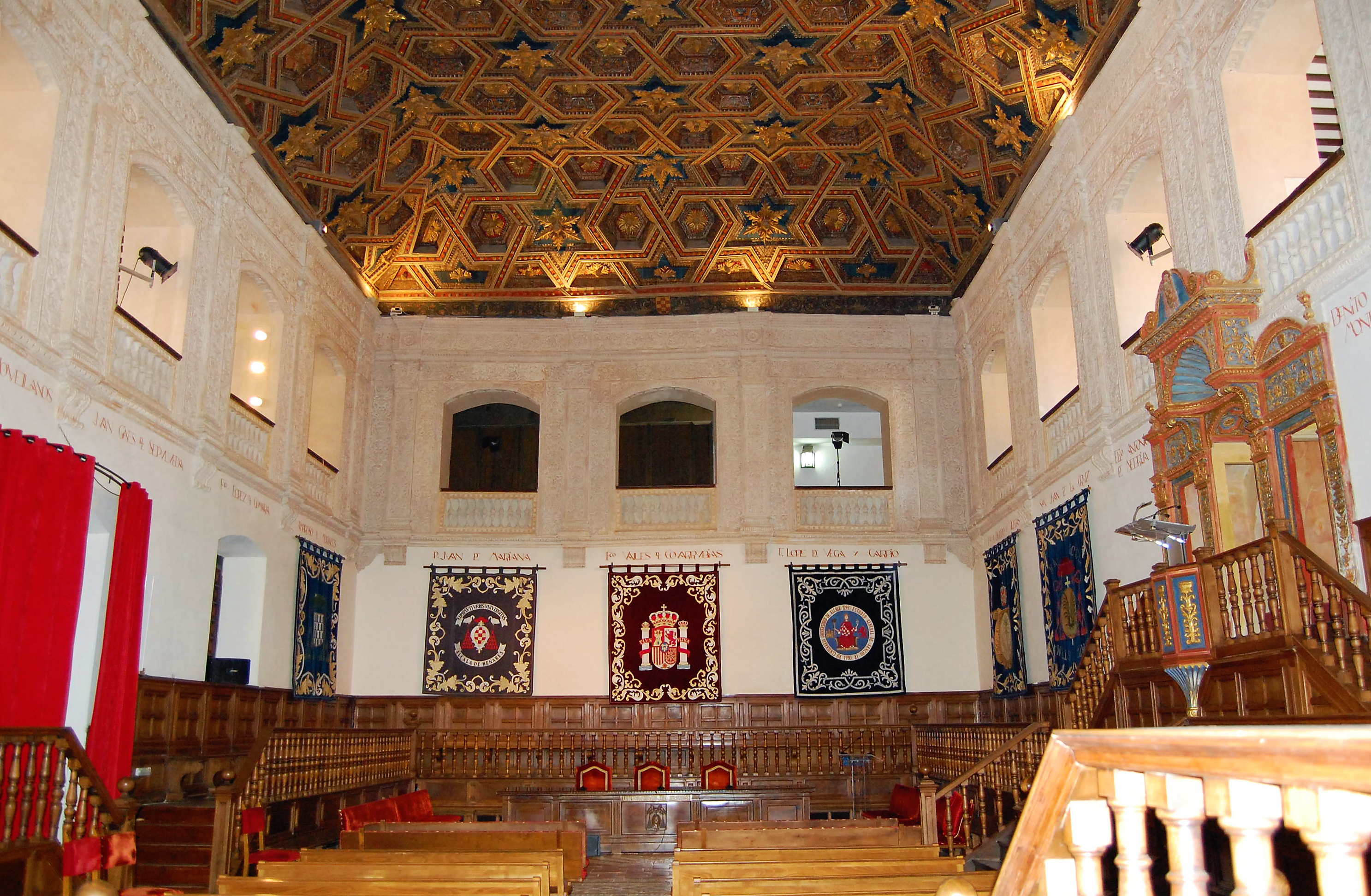
Paraninfo de la Universidad de Alcalá.

- Acto de apertura del curso académico. Siguiendo la tradición del primer día de su historia, una comitiva de docentes de la Universidad de Alcalá, revestidos con el traje académico correspondiente a su Facultad, realiza el recorrido desde la Catedral Magistral de la ciudad hasta el Paraninfo de la Universidad, ubicado en el antiguo Colegio Mayor de San Ildefonso.
- Ceremonias de graduación. Al finalizar el curso académico los alumnos de cada titulación universitaria, acompañados por el claustro de profesores y por sus familiares, reciben del rector el diploma acreditativo de haber superado con éxito sus estudios y, por tanto, obtener el Grado.
- Ciclos AIEnRUTa: clásicos y flamenco[70]
- Cine Club[71]
- Danza[72]
- Escuela de Escritura[73]
- Exposiciones[74]
- Festival de la Palabra es un programa de actividades culturales en torno a la entrega del Premio Cervantes.[75][76]
- Literatura[77]
- Mobigame[78]
- Muestra Internacional de Humor Gráfico de Alcalá de Henares, donde se hace entrega del Premio Iberoamericano Quevedos, un equivalente al Premio Cervantes de las Letras para humoristas gráficos.[79]
- Operastudio[80]
- Teatro[81]
- Tuna Universitaria[82]
- Universijazz Alcalá[83]
- Jornadas Open Days[84]

## Premios
- Entrega del Premio Cervantes en el Paraninfo de la Universidad de Alcalá, momento para la reflexión y el debate en torno a la lengua española y la difusión de la obra del autor premiado con este galardón. Este evento se encuentra enmarcado dentro del programa literario Festival de la Palabra de Alcalá de Henares.[85]
- Premio de Derechos Humanos Rey de España. La Institución del Defensor del Pueblo y la Universidad de Alcalá, con el apoyo del rey Juan Carlos I, instituyeron en el año 2002 este premio para el reconocimiento y estímulo a las entidades de naturaleza pública o privada que en Iberoamérica se hayan distinguido en la defensa y promoción de los derechos humanos y de los valores democráticos, o que hayan impulsado la investigación o la puesta en práctica de programas de actuación dirigidos a promover estos valores.[86]
- Premio del Consejo Social a la Transferencia de Conocimiento Universidad-Sociedad.[87]
- Premio Francisca de Nebrija de la Universidad de Alcalá. Para reconocer la excelencia en la investigación sobre igualdad de género de los trabajos y tesis defendidas durante el último curso académico.[88]
- Premio Iberoamericano de Humor Gráfico Quevedos es un galardón de carácter bienal que otorga el Instituto Quevedo de las Artes del Humor de la Fundación General de la Universidad de Alcalá desde 1998.[89]
- Premios Quevedos-Dos es un concurso temático de dibujo destinado a los alumnos escolarizados en centros de primaria y secundaria pertenecientes a la Comunidad de Madrid, con el objetivo de fomentar, a través del humor gráfico, la creatividad y el espíritu crítico de los escolares.[90]
- Concurso Humor Gráfico GIN-UAH convocado anualmente por la Fundación GIN, el Instituto Quevedo de las Artes del Humor (IQH), y el Vicerrectorado de Investigación y Transferencia de la Universidad de Alcalá. La participación puede ser individual o en equipo formado por guionista y dibujante profesionales y aficionados.[91]
- Premios a TFG, TFM y tesis doctorales sobre el humor convocados por el Instituto Quevedo de las Artes del Humor (IQH) a los mejores Trabajos de Fin de Grado, Fin de Máster y Tesis Doctorales relacionados con el humor, de cualquier Universidad de España.[92]
- El Galardón Camino Real fue instaurado en 2012 como reconocimiento público del Instituto Universitario de Investigación en Estudios Norteamericanos de la Universidad de Alcalá (también denominado "Instituto Franklin - UAH") a aquellos profesionales españoles que enriquecen la imagen de España en Estados Unidos.[93]
- Entrega del Premio Francisca de Pedraza contra la Violencia de Género en reconocimiento a las personas e instituciones destacadas en la defensa de los derechos de las mujeres y en la erradicación de la violencia de género a nivel internacional.[94]

## Comunidad

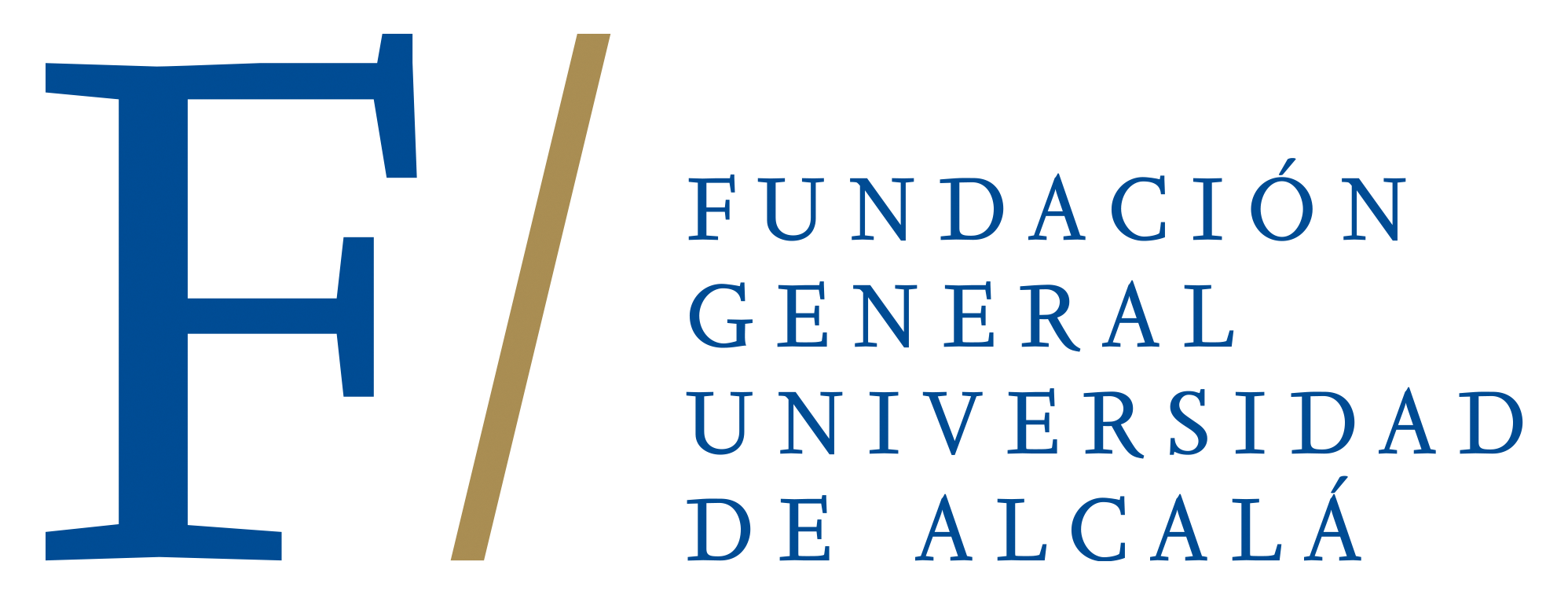
Logotipo de la Fundación General de la Universidad de Alcalá.

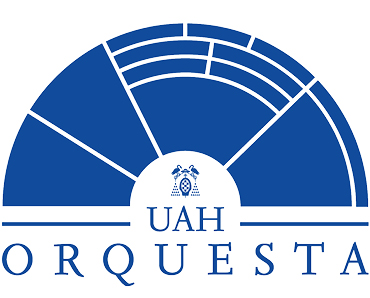
Logotipo de la Orquesta de la UAH.

### Estudiantes
Según el Ranking QS World University Ranking, la Universidad de Alcalá es la primera universidad de España en recepción de estudiantes internacionales en relación con su tamaño, y está entre las 200 primeras en el mundo según este indicador. En la actualidad, en la UAH estudian más de 5.500 alumnos de 130 países distintos.
- Asociación de Estudiantes de Medicina para la Cooperación Internacional (IFMSA Alcalá).[96]
- Asociación de Estudiantes y Licenciados de Farmacia (AELFA).[97]
- Asociación Erasmus Student Network (ESN).[98]

### Asociación de Amigos
La Asociación de Amigos de la Universidad de Alcalá, fundada en 1987, es una entidad cultural para el desarrollo de la vida universitaria en la ciudad de Alcalá de Henares. Fomentando todo lo que redunde en mejorar el prestigio de la Universidad de Alcalá y la vinculación de sus profesores con la ciudad.

### Asociación de Antiguos Alumnos
La Asociación de Antiguos Alumnos de la Universidad de Alcalá, fundada en 1995, con el objetivo de mantener los vínculos que surgen durante el paso por la Universidad, favoreciendo un contacto duradero que redunde en el beneficio mutuo entre la Universidad de Alcalá y sus antiguos alumnos.

### Asociación Universitaria de Mayores de Alcalá
La Asociación Universitaria de Mayores de Alcalá (AUDEMA) tiene como objetivos promover la implicación en la enseñanza, en la investigación y de servicio a la sociedad. Sus actividades consisten en ciclos de conferencias y seminarios, viajes culturales, acuerdos de colaboración con otras asociaciones y entidades afines, y la edición de publicaciones sobre humanidades y ciencias.

### Coro de la Universidad de Alcalá
Fundado en 1979. Su primera actuación la organizó María Gloria Quintanilla, profesora de Química Orgánica de la UAH, junto con otros docentes de la entonces Facultad de Ciencias y varios alumnos de la primera promoción de Químicas y de Farmacia, que decidieron animar la fiesta de San Alberto Magno, con guitarras y canciones tradicionales de parroquia.

### Fundación General de la Universidad de Alcalá
Constituida el 27 de febrero de 1989, "es una entidad benéfico-docente de interés general, sin ánimo de lucro, con personalidad jurídica propia y plena capacidad de obrar". Su finalidad es colaborar con la UAH "en el cumplimiento de sus fines mediante la promoción y difusión de la Educación, la Ciencia y la Cultura, constituyendo este fin su objetivo primordial junto con el fomento de la investigación y la cooperación internacional".

### Orquesta Universitaria
Fundada en 2008, siendo su director Pablo Gastaminza.

### Radio Club Universidad de Alcalá
El Radio Club Universidad de Alcalá (RCUA), fundado en 1993, es una asociación de personas interesadas en el mundo de las radiocomunicaciones.

### Voluntarios UAH
Es el portal de cooperación y voluntariado universitario de la Universidad de Alcalá, informando sobre actividades, experiencias y convocatorias de acción social.

## Rectores

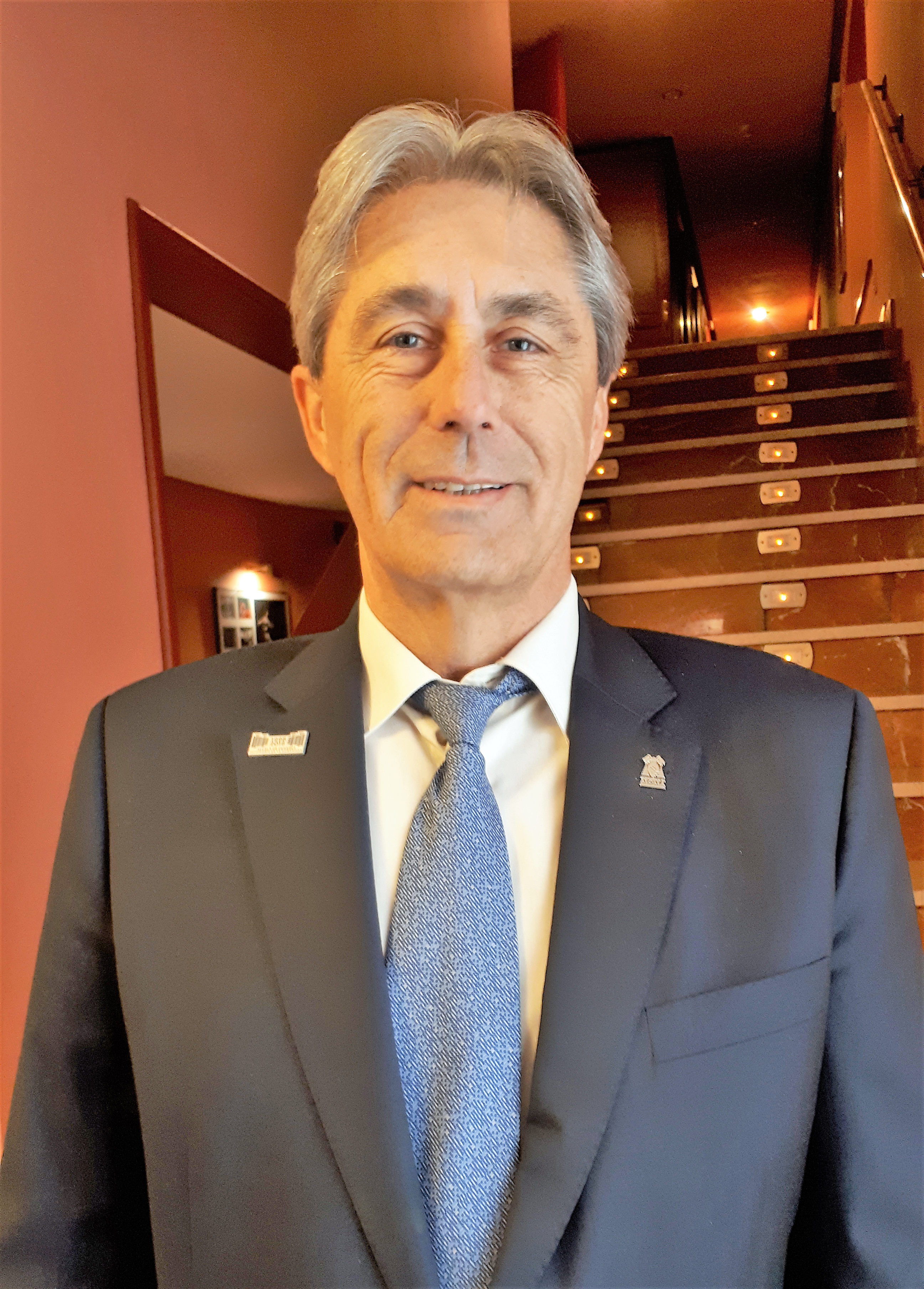
José Vicente Saz Pérez, rector de la UAH desde 2018.

| Orden | Período     | Nombre                                             |
| ----- | ----------- | -------------------------------------------------- |
| 1     | 1977 - 1979 | Felipe Calvo y Calvo (presidente Comisión Gestora) |
| 2     | 1979 - 1984 | Manuel Martel San Gil                              |
| 3     | 1984 - 2002 | Manuel Gala Muñoz                                  |
| 4     | 2002 - 2010 | Virgilio Zapatero Gómez                            |
| 5     | 2010 - 2018 | Fernando Galván Reula                              |
| 6     | 2018 -      | José Vicente Saz Pérez                             |

## Doctores honoris causa
Desde 1981, la Universidad de Alcalá ha otorgado el título Doctor honoris causa a profesionales de trayectoria destacada y singular: La ceremonia de investidura de nuevos doctores se celebra en el Paraninfo de la Universidad, mediante un acto académico solemne, formado por un cortejo de profesores y autoridades universitarias que preside el Rector. Todos ellos van vestidos con el traje académico, compuesto por la muceta y el birrete del color correspondiente a cada facultad, y una toga negra.

## Reconocimientos
- 2013: Medalla de Honor de la Academia de Bellas Artes de San Fernando Archivado el 31 de enero de 2017 en Wayback Machine., por la labor de protección del patrimonio que la Universidad ha desarrollado mediante la recuperación de sus edificios históricos de los siglos XVI y XVII.
- 2013: Premio Hispania Nostra por la conservación del patrimonio como factor de desarrollo económico y social.
- 2014: Premio Ciudad de Alcalá de Arquitectura por la creación del Centro de Recursos para el Aprendizaje y la Investigación (CRAI), y la restauración del Patio de Santo Tomás de Villanueva y la Capilla de San Ildefonso.
- 2015: Trofeo Golden Gypsum España-Portugal (Saint Gobain Placo), uno de los galardones más prestigiosos del mundo en innovación y sostenibilidad, por la restauración de los yesos de la Capilla de San Ildefonso de la UAH.
- 2016: Premio Honorífico AR&PA 2016 de la Consejería de Cultura y Turismo de la Junta de Castilla y León, a la Universidad de Alcalá por la labor de conservación y protección de su patrimonio cultural.[128]
- 2017: Declaración de Bien de Interés Cultural a la Manzana Fundacional Cisneriana de la Universidad de Alcalá por la Comisión Regional de Patrimonio de la Comunidad de Madrid.[129]
- 2018: Premio especial de la Fundación de Casas Históricas y Singulares por la restauración de la fachada del Colegio Mayor de San Ildefonso.[130]
- 2018: Certificación ISO 50001:2011 para la prestación del servicio de gestión, mantenimiento y mejora de la eficiencia de la iluminación de los tres campus de la UAH.
- 2018: Certificación ISO 14001:2015 que garantiza un sistema de gestión ambiental siguiendo los estándares de calidad internacional.[131]
- 2018: Premio de la Unión Europea para el Patrimonio Cultural/Premio Europa Nostra 2018 a la labor de rehabilitación y conservación de la fachada del Colegio Mayor de San Ildefonso (Categoría: Conservación).[132]
- 2022: Premio Princesa de Éboli por el Ayuntamiento de Pastrana (provincia de Guadalajara) por su relevancia y presencia en el municipio.[133]